# Décès en 1109
Décès
- 1105
- 1106
- 1107
- 1108
- 1109
- 1110
- 1111
- 1112
- 1113

Cette page dresse une liste de personnalités mortes au cours de l'année 1109 :
- 26 janvier : Aubry de Cîteaux, ermite qui, se joignant à Robert de Molesmes, fit partie de l'équipe monastique fondatrice de ce qui devint l'Ordre de Cîteaux.
- 14 avril : Foulque IV le Réchin, comte d'Anjou.
- 21 avril : Anselme, théologien et philosophe, archevêque de Canterbury. Influencé par Platon et saint augustin, il tente de comprendre la foi chrétienne à la lumière de la raison (Monologium et Proslogium) et cherche à interpréter rationnellement le dogme de l’Incarnation (Cur Deus homo).
- 28 avril : Hugues de Cluny, parfois appelé Hugues le Grand ou Hugues de Semur, sixième abbé de Cluny.
- 2 mai : Ruthard, archevêque de Mayence et chancelier d'Empire.
- 12 mai : Dominique de la Chaussée, religieux puis saint espagnol.
- 30 juin : Alphonse VI de Castille, roi de León, roi de Castille, roi de Tolède et roi de Galice.
- 20 juillet : Adélaïde de Kiev, impératrice du Saint-Empire et reine de Germanie.
- 2 août : Pierre d'Osma, évêque d'Osma (Castille) (saint de l’Église catholique)
- 21 septembre : Svatopluk Ier de Bohême, duc de Bohême.
- 5 décembre : Gérald de Moissac, moine bénédictin français qui devient archevêque de Braga au Portugal.
- 17 décembre : Ingulphe de Croyland, chroniqueur anglo-saxon, auteur d'une Histoire de l'abbaye de Croyland allant de 664 à 1091.

- Baudouin de Cracovie, évêque de Cracovie.
- Bernard de Carinola (en), ou Bernard de Capoue, évêque de Carinola (en).
- Gui II de Montlhéry, seigneur de Mantes et de Montlhéry.
- Heinrich von Siegburg (en), évêque de Poznań (Pologne).
- Ngok Loden Sherab (en), ou Ngok Lotsawa Loden Sherab, bouddhiste ayant participé à la transmission de sa religion de l'Inde au Tibet.
- Suō no Naishi, poétesse et courtisane japonaise de la fin de l'époque de Heian.

## Crédit d'auteurs
- Cet article est partiellement ou en totalité issu de l'article intitulé « 1109 » (voir la liste des auteurs).